# Life in Cartoon Motion
Life in Cartoon Motion é o primeiro álbum de estúdio do cantor e compositor Mika. O álbum foi lançado em 5 de Fevereiro de 2007 no Reino Unido e 27 de março de 2007 no Estados Unidos. Até hoje já vendeu mais de 8 milhões de copias ao redor do mundo tendo sido também incluido nos grandes Best Selling Albums de 2007.

## Temas
Os temas do CD são diversos que vão da infância até experiências de vida do cantor. O álbum tem como inspiração  a música clássica que sempre foi muito presente na vida de Mika.
O cantor e compositor chegou a enviar muitas demos para várias gravadoras na Grã-Bretanha mas nunca conseguiu um contrato. O hit "Grace Kelly" foi inspirado nestes problemas. Em 2006, Mika assinou com a Island Records e começou a gravar seu álbum de estréia.
A capa do registro e os desenhos para divulgação foram produzidos por Richard Hogg, pela irmã de Mika, Yasmine, que trabalha sob o nome DaWack e o próprio Mika. Antes do seu lançamento, houve muita publicidade sobre o álbum, principalmente devido ao seu sucesso na Europa. A capa do CD desde então tem sido usada em um comercial para o iPod Touch.
Algumas músicas do disco tem linguagem sexual ambígua, levando ao público vários questionamentos sobre a suposta sexualidade de Mika sendo assim assumida anos depois.

## Faixa por Faixa
"Grace Kelly" foi uma das primeiras canções a serem trabalhadas com Greg Wells para o seu debut e é o grande sucesso da carreira de Mika até hoje. A letra é um desabafo do cantor sobre a gravadora que queria que Mika mudasse para se adequar ao pop normal da época e se parecer um pouco com o também cantor Craig David que no tempo estava fazendo grande sucesso no Reino Unido.
A letra de "Lollipop" é na verdade uma mensagem para a irmã mais nova de Mika onde o cantor a diz que não é para ter relações sexuais com outros homens muito cedo porque para os meninos, sexo pode ter um significado muito diferente do que tem para ela.
"My Interpretation" é uma canção sobre separação que segundo Mika a música é boa porém sua letra tem cunho negro.
A letra de "Love Today" foi escrita quando Mika dormiu com alguém que teve relações fora de casa pela primeira vez e o significado da música trata-se de quando se ama e é amado de volta assim como da euforia que se sente quando as coisas dão certo do jeito que se esperava.
"Relax, Take It Easy" é até hoje um dos maiores sucessos de Mika sendo assim lembrado quando se fala seu nome. Segundo o cantor na produção da música foram usados muitos instrumentos orgânicos o que dificultou a sua produção mas no final Mika se sentiu gratificado.
A letra de "Any Other World" fala sobre uma amiga da minha família que perdeu um dos olhos durante a guerra no Líbano que no caso é o país de origem do cantor. Mika concedeu entrevista comentando que as vezes na vida ocorrem certos fatos ruins que nos mudam para sempre e que essa dificuldade é captada na letra da música.
No álbum Mika também aborda questões como infidelidade e sexualidade sendo um exemplo dessas duas "Billy Brown" que conta a história de um homem casado que descobre suas atrações por outros homens e cria um relacionamento com um parceiro do mesmo sexo traindo assim sua esposa.
Sendo uma das favoritas de Mika, "Big Girl (You Are Beautiful)" foi escrita durante um voo para Los Angeles durante as 2 da madrugada quando Mika ligou sua TV e assistiu ao programa de Victoria Wood, no Channel 4. O episodio travatava sobre pessoas gordas nos EUA e a apresentadora visitava um bar onde somente era permitida a entrada de mulheres acimas do peso.
"Stuck in the Middle" é sobre famílias conservadoras que renunciam a verdade de seus membros para sustentar noções idealizadas de tradição como sexualidade ou religião.
"Happy Ending" é uma das canções mais tristes do álbum e a que o encerra. Ao falar sobre essa canção Mika a comparou a música My Interpretation e também comentou que via muitos moradores de rua em Los Angeles quando ia ao estudio de gravação e que ficava extremamente triste com as cenas que via então dedicou essa música a eles.

## Crítica
A resposta crítica inicial sobre o álbum foi equilibrada. Entertainment Weekly deu 83/100 pontos ao CD apontando que este registro tem faixas muito exuberantes e animadas.
O site especializado em música AllMusic deu 4,5 de 5 estrelas justificando que o álbum se assemelha a obras músicas de cantores como Elton John e Freddie Mercury e ainda ligou "Relax, Take It Easy" ao cover de "Comfortably Numb" feito pelos Scissor Sisters banda que Mika revelou adorar.
O site da BBC deu 3,5 de 5 estrelas já o PopMatters deu uma nota de 7 em escala de 10 o que é acima da média comentando que o álbum é incrível a ponto de merecer a atenção de qualquer pessoa e ainda indaga se Mika poderá superar este registro.
No site de críticas Metacritic, Life In Cartoon Motion recebeu 55 de 100 pontos. Alguns críticos afirmaram que a voz de Mika é impressionante assim como sua música é doce e agradável.
Cerca de 130 críticos de música e várias emissoras do Reino Unido concordaram que Mika era "A grande revelação" de 2007 e até hoje o Life in Cartoon Motion é tido como o seu maior CD.

## Tracklist
| N.º            | Título                         | Compositor(es)                             | Produtores                                 | Duração |  |
| 1.             | "Grace Kelly"                  | Mika, Jodi Marr, John Merchant, Dan Warner | Greg Wells, Mika                           | 3:07    |  |
| 2.             | "Lollipop"                     | Mika                                       | Greg Wells, Mika                           | 3:03    |  |
| 3.             | "My Interpretation"            | Mika, Jodi Marr, Richie Supa               | Greg Wells, Mika, Jodi Marr, John Merchant | 3:35    |  |
| 4.             | "Love Today"                   | Mika                                       | Greg Wells, Mika, Jodi Marr, John Merchant | 3:55    |  |
| 5.             | "Relax, Take It Easy"          | Mika                                       | Greg Wells, Mika                           | 4:30    |  |
| 6.             | "Any Other World"              | Mika                                       | Greg Wells, Mika                           | 4:19    |  |
| 7.             | "Billy Brown"                  | Mika                                       | Greg Wells, Mika                           | 3:14    |  |
| 8.             | "Big Girl (You Are Beautiful)" | Mika                                       | Greg Wells, Mika                           | 4:08    |  |
| 9.             | "Stuck in the Middle"          | Mika                                       | Greg Wells, Mika                           | 4:08    |  |
| 10.            | "Happy Ending"                 | Mika                                       | Greg Wells, Mika                           | 4:36    |  |
| Duração total: | Duração total:                 | Duração total:                             | Duração total:                             | 38:39   |  |